# Selmeczi Marcella
Selmeczi Marcella (Mikháza, 1923. április 22. – 2015. április 25. előtt) erdélyi magyar zenepedagógus és zenepedagógiai szakíró, Selmeczi György zeneszerző édesanyja.

## Életútja, munkássága
Középiskolai tanulmányait Csíksomlyón és Csíkszeredában végezte. Nagyváradon az Immaculata Zárda óvónőképzőjében, majd a kolozsvári Gh. Dima Zeneművészeti Főiskolán szerzett oklevelet. Kolozsváron az óvónőképzőben, a 10. sz. Líceumban és a 14. sz. Általános Iskolában, majd a Zeneiskolában tanított. Zenetanári tevékenysége mellett 25 évig önkéntesen vezetett zeneóvodai oktatást, a Kolozsvári Rádió magyar adásában pedig 1970-től megszüntetéséig a Bújj, bújj, zöld ág c. gyermekműsort. Az 1980-as évek végén Magyarországra települt.
Első írása nyomtatásban 1969-ben jelent meg a kolozsvári Zeneművészeti Főiskolán rendezett és az iskoláskor előtti zenei nevelésnek szentelt konferencia kötetében (Lucrările Simpozionului Educaţia Muzicală în etapa de prenotaţie). 1983–87 között a Napsugár Énekeljünk együtt c. rovatát vezette. Külső munkatársként óvónők és tanítónők részére ének- és zenésjáték repertoárokat írt. Cikkei, tanulmányai jelentek meg A Hét 1978-as Évkönyvében, a Tanügyi Újság, A Hét, a Művelődés hasábjain.
Iskolai ének tankönyvek munkaközösségében is részt vett (IV. oszt., 1965; V. oszt., 1967; VI. oszt., 1968). Többedmagával lefordította a Román zenetörténet a X. osztály számára c. tankönyvet (1972).

## Kötetei
- Csiga-biga palota (óvodások daloskönyve, Bukarest, 1971)
- Vers, ének, játék, mese az óvodában (gyűjtemény, Péterfy Emília és Maxim Éva társszerzőkkel, Bukarest, 1971; ua. 2. kiad., uo. 1972; 3. jav. kiad., uo. 1973)
- Szedem szép virágom (kisgyermekek játékoskönyve, Bukarest, 1972)
- Nyitva van az aranykapu (Bocz Irma, Farkas János, Jancsik Pál és Péterfy Emília társszerzőkkel, Bukarest, 1982)
- Csodakürt (népek gyermekdalai, a dalszövegeket a kötet számára Balla Zsófia, Cselényi Béla, Jánky Béla, Markó Béla és Veress Zoltán fordította, Bukarest, 1984)